# IMG Models
IMG Models — міжнародне модельне агентство. Головний офіс розташований в Нью-Йорку, з відділеннями в Парижі, Лондоні, Мілані,  Сіднеї,  Лос Анджелесі. . Компанія представляла моделей-жінок з моменту її створення, а станом на 12 вересня 2012 року IMG знову представляє також моделей-чоловіків, після ліквідації відповідного підрозділу в 2007 році.

## Моделі
У IMG Models представлені одні з найпопулярніших моделей в світу, зокрема:
| - Галіма Аден - Лілі Олдрідж - Алессандра Амброзіо - Гейлі Болдвін - Тилан Блондо - Міллі Боббі Браун - Жизель Бюндхен - Майлз Чемлі-Вотсон - Пріянка Чопра - Ciara - Лілі Коул - Шон Комбз - Кемерон Даллас - Кара Делевінь | - Лілі Дональдсон - Фрея Беха Еріксен - Люк Еванс - Гал Гадот - Джон Гальяно - Ешлі Грем - Белла Хадід - Джіджі Хадід - Тейлор Гілл - Ельза Госк - Марта Гант - Роузі Гантінгтон-Вайтлі - Лорен Гаттон - Шанель Іман | - Дакота Джонсон - Міранда Керр - Wiz Khalifa - Карлі Клосс - Остін Махон - Майлз Макміллан - Джуліанн Мур - Кейт Мосс - Елісон Моссхарт - Гарбінє Мугуруса - Мей Маск - Демі-Лей Нель-Петерс - Барбара Палвін - Саша Пивоварова | - Закарі Квінто - Вайнона Райдер - Стефані Сеймур - Шаніна Шейк - Марія Шарапова - Коул Спроус - Ромі Стрейд - Кендіс Сванепул - Лів Тайлер - Амбер Валета - Джемма Вард - Дар'я Вербова - Каролін Вінберг - Медді Зіглер |